# Hôtel de ville de Poznań
L'hôtel de ville de Poznań est un hôtel de ville situé sur la place du Vieux Marché de Poznań en Pologne.
Il s'agit pour être précis d'un Ratusz (à l'image des Ratusha russes ou des Rathaus allemands), ce qui implique la présence systématique d'une tour. Celui de Poznań est une fusion des styles du Nord et du Midi puisqu'il présente la particularité d'avoir été reconstruit en partie au XVIe siècle après un incendie par l'Italien Jean di Quadro. Sa façade ouest est ornée de trois étages de loggias ; au-dessus, une plate-forme embellie d'un attique de style polonais soutient un campanile carré qui devient ensuite octogonal, lui-même surmonté d'une flèche ornée d'un aigle perché à 70 mètres du sol.
En 1913, alors que Poznań était allemande, des fresques représentant les anciens rois de Pologne furent recouvertes d'un enduit noir et doré, possiblement pour des visées de domination culturelle dans le cadre de la germanisation.
Cet hôtel de ville comporte une particularité : tous les midis, quand les cloches sonnent, deux boucs sortent du clocher et cognent leurs cornes.

## Histoire
L'hôtel de ville a été construit à l'origine comme bâtiment administratif de la ville, sur la rive gauche de la Warta, en 1253. Achevé vers 1300, sous le règne de Venceslas II de Bohême, il est documenté pour la première fois en latin en 1310 sous le nom de Domus Consulum (maison des Consuls). Il s'agissait d'un bâtiment gothique d'un étage, construit sur un quadrilatère surélevé. Les caves subsistent de cette période de construction. Le bâtiment fut agrandi au XVe siècle et, au tournant du siècle, une tour fut construite à l'angle nord-ouest. L'intérieur fut remanié entre 1504 et 1508.

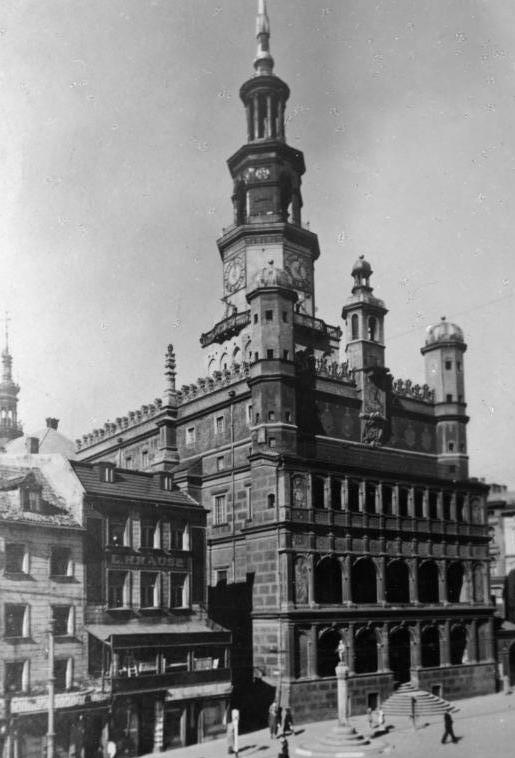
L'hôtel de ville vers 1910, sous la domination allemande.

En 1536, la ville subit un incendie majeur qui causa de graves dommages à la mairie. Des travaux de réparation furent effectués entre 1540 et 1542, notamment sur la tour, mais le bâtiment demeura dangereux. En 1550, la municipalité chargea Giovanni Battista di Quadro d'effectuer d'amples travaux de reconstruction. Le chantier dura jusqu'en 1560. Di Quadro ajoute un étage supérieur, agrandit le bâtiment vers l'ouest et ajoute un attique et une loggia à trois étages. Une nouvelle horloge, installée en 1551, a été réalisée avec trois faces pleines et une demi-face, avec l'élément pittoresque des chèvres.
En 1675, la tour, l'horloge et les chèvres sont détruites par la foudre : la tour est reconstruite en 1690 à une hauteur de 90 m. Le sommet de la tour est à nouveau détruit par un ouragan en 1725. Entre 1781 et 1784, d'importantes rénovations sont effectuées sur le bâtiment grâce aux efforts du « Comité de bon ordre » de la ville, et le bâtiment prend à peu près la forme qu'il présente aujourd'hui. La tour reçoit un toit de style classique dessiné par Bonawentura Solari, coiffé d'un aigle blanc avec une envergure de deux mètres. Sur l'élévation est, Franciszek Cielecki a peint des rois Jagellonnes, et sous la tourelle centrale a été placé un cartouche avec les initiales SAR (Stanislaus Augustus Rex).
La rénovation majeure suivante eut lieu en 1910-1913, pendant la période de domination allemande, avec des bossages noirs propres à donner au bâtiment un style plus « nord-allemand ». La polychromie de la fin de la Renaissance est abandonnée. Un étage supplémentaire est ajouté et les chèvres, absentes depuis 1675, sont restaurées en 1913,. 
En octobre 1943, l'hôtel de ville fut le théâtre des « discours de Posen » de Heinrich Himmler. Après des dégâts importants, lors de la bataille de Poznań (1945), l'hôtel de ville fut de nouveau reconstruit en 1945-1954, le caractère Renaissance des élévations étant alors restauré, avec des extraits de la Constitution de la République populaire de Pologne ajoutés au texte affiché sur le mur de l'attique. L'aigle, caché pendant la guerre, fut restitué à la tour en 1947. Le mécanisme d'entraînement des chèvres fut remplacé en 1954, puis à nouveau à la fin du siècle. Les rénovations effectuées entre 1992 et 2002 ont en grande partie redonné au bâtiment son aspect d'après 1784.

## Les chèvres

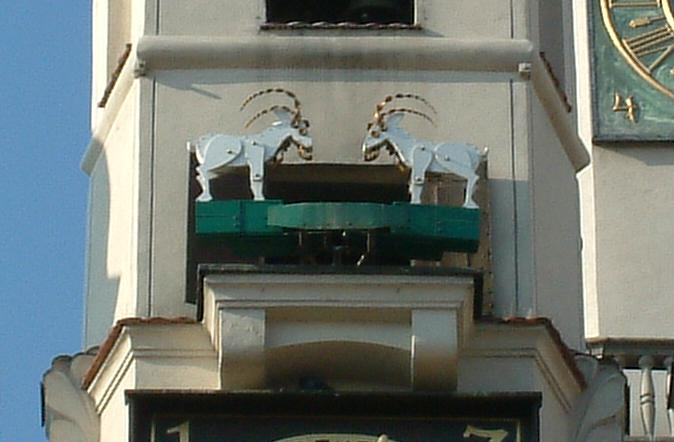
Les chèvres mécaniques se donnent des coups de têtes tous les jours à midi.

Le spectacle mécanique du coup de chèvre a lieu tous les jours à midi, précédé par la sonnerie de l'horloge et le son d'un clairon traditionnel. À d'autres heures, entre 7 heures et 21 heures, le même appel est joué sur un carillon installé dans la tour en 2003. L'apparition quotidienne des chèvres est l'une des attractions touristiques les plus connues de Poznań.
La légende raconte qu'un cuisinier, préparant un banquet pour le voïvode et d'autres dignitaires, avait laisser brûler un cerf rôti et avait tenté de le remplacer en volant deux chèvres dans un pré voisin. Les chèvres s'enfuirent et grimpèrent jusqu'à la tour, où elles attirèrent l'attention des habitants lorsqu'elles ont commencé à se heurter (selon certaines versions, cela a attiré l'attention sur un incendie qui aurait autrement pu causer des dégâts importants). En raison du divertissement offert, le voïvode gracia le cuisinier et les chèvres, et ordonna que deux chèvres mécaniques soient intégrées à la nouvelle horloge en cours de construction.

## Notes et références

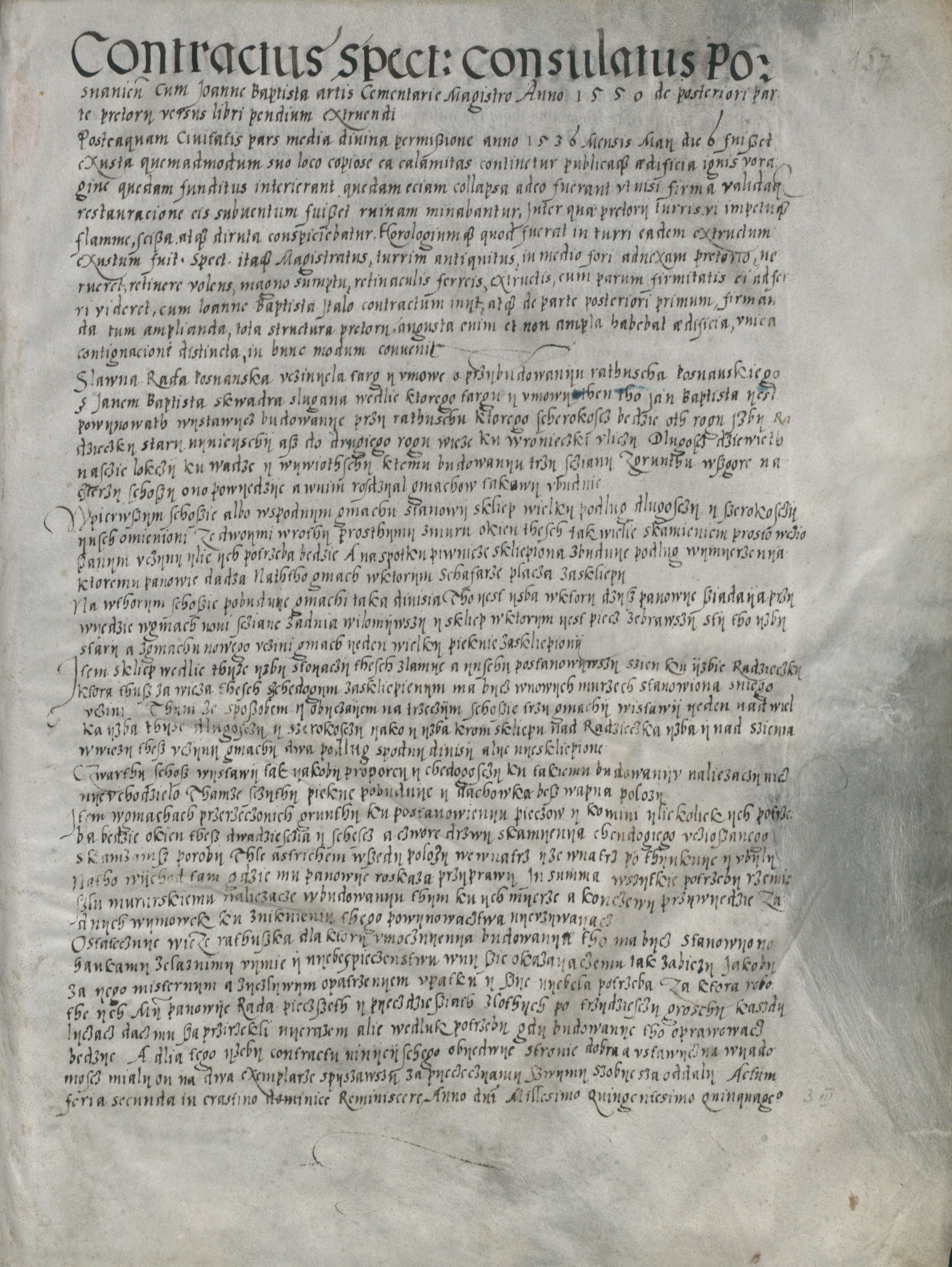
Contrat entre les autorités de la ville de Poznań et Giovanno Battista Ouadro pour la reconstruction de l’hôtel de ville de Poznań à partir de 1550 (collections des Archives nationales à Poznań).

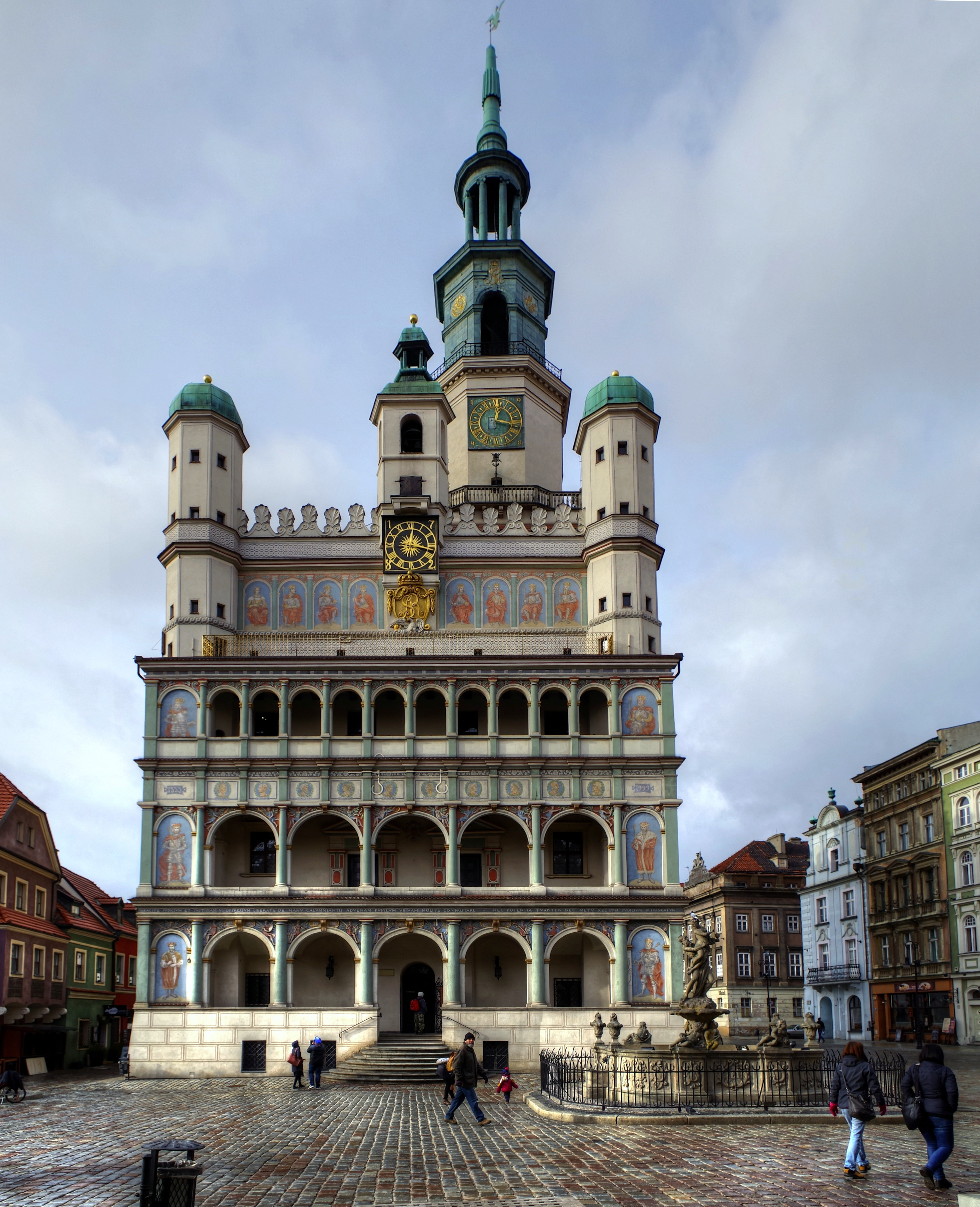
L'hôtel de ville de Poznań.
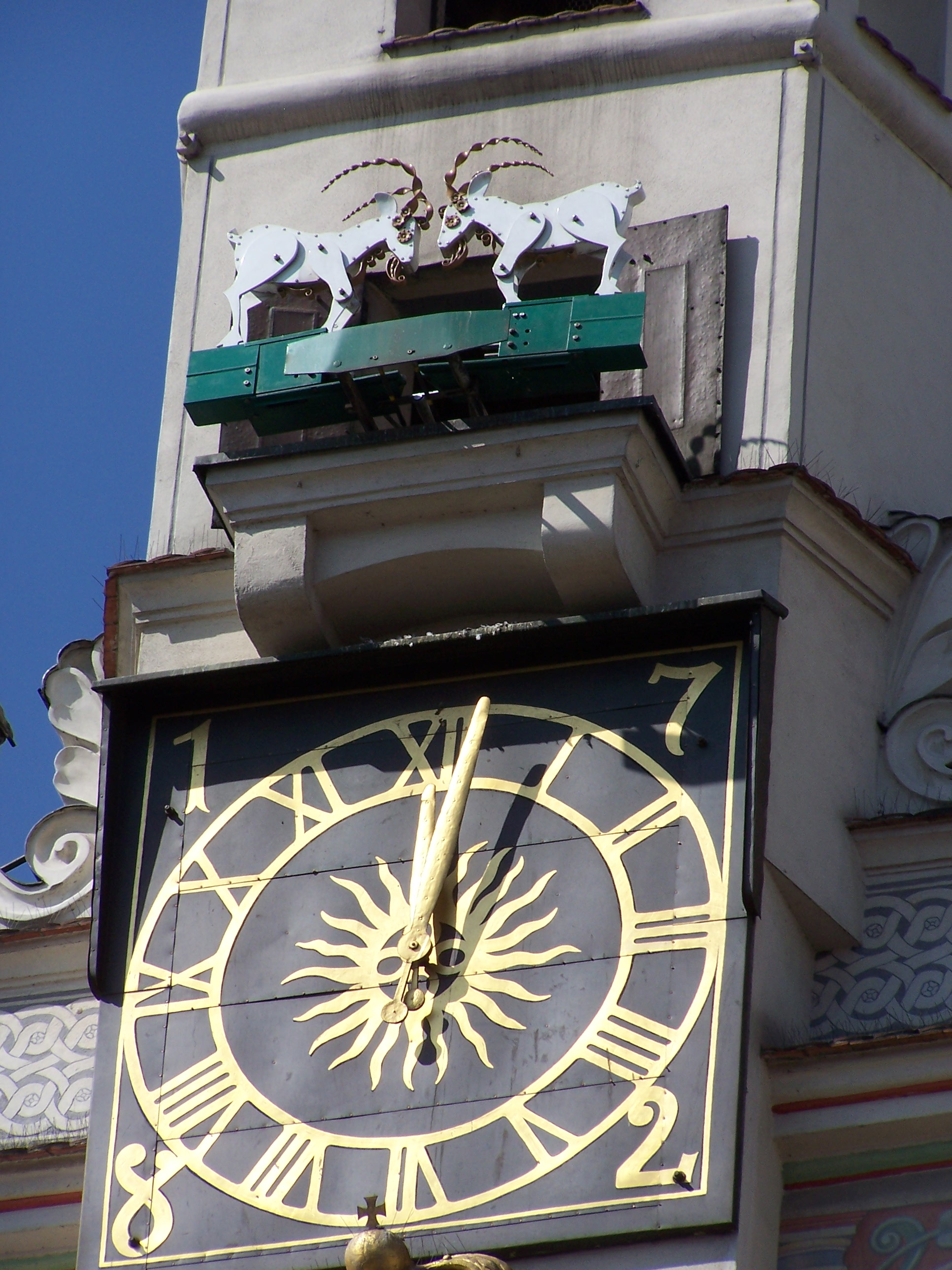
Les chèvres mécaniques du beffroi de l'hôtel de ville.